# 内閣府特命担当大臣（行政刷新担当）
行政改革担当大臣（ぎょうせいかいかくたんとうだいじん、英語: Minister for Administrative Reform）は、国家および地方公共団体の行政改革を担当する日本の国務大臣。略称は行革担当大臣。
また、民主党政権下で設置されていた内閣府特命担当大臣（行政刷新担当）（ないかくふとくめいたんとうだいじん ぎょうせいさっしんたんとう、英語: Minister of State for Government Revitalization）は、2012年の第2次安倍内閣発足で行政刷新会議とともに廃止され、自民党政権下では代わりに現在の行政改革担当大臣が行政改革推進会議ともに設置されている。

## 概説
かつて日本の内閣府に置かれた内閣府特命担当大臣の一つである。日本の国家および地方公共団体の行政改革を所管する国務大臣である。内閣府内に諮問会議として置かれた行政刷新会議を担当し、副議長を務める（議長は内閣総理大臣）。2012年の民主党からの政権交代後第2次安倍内閣発足で内閣府特命担当大臣職、行政刷新会議ともに廃止された。

## 沿革
1990年代ころから、日本の国家や地方公共団体の行政機構の肥大化が指摘されるようになり、行政改革の必要性が叫ばれるようになった。2001年に中央省庁再編が行われてからも、引き続き行政改革を進めるため、行政改革を担当する大臣が置かれていた。
第2次森改造内閣（中央省庁再編前）では、橋本龍太郎に「行政改革を推進するため行政各部の所管する事務の調整」を担当させた。以降、歴代政権にて「行政改革を推進するため行政各部の所管する事務の調整」を担当する国務大臣が置かれた。
第1次安倍内閣では、佐田玄一郎に「国及び地方の行政改革を推進するため企画立案及び行政各部の所管する事務の調整」を担当させた。以降、歴代政権にて「国及び地方の行政改革を推進するため企画立案及び行政各部の所管する事務の調整」を担当する国務大臣が置かれた。
福田康夫内閣では、渡辺喜美に「行政改革を推進するため企画立案及び行政各部の所管する事務の調整」を担当させた。以降、歴代政権にて「行政改革を推進するため企画立案及び行政各部の所管する事務の調整」を担当する国務大臣が置かれた。
鳩山由紀夫内閣では、単なる国務大臣としての所管事項ではなく、内閣府の正式な特命担当大臣として、内閣府特命担当大臣（行政刷新担当）が設置され、仙谷由人が任命された。以降、歴代民主党政権にて内閣府特命担当大臣（行政刷新担当）が置かれていた。野田改造内閣では、内閣府特命担当大臣（行政刷新担当）とは別に「行財政の抜本的見直しを推進するため企画立案及び行政各部の所管する事務の調整」を担当する国務大臣ポストを新設した。
鳩山由紀夫内閣では、内閣法制局長官を政府特別補佐人から削除し、国会での答弁を禁止する代わりに、行政刷新担当相が法令解釈担当相を兼務していた。
第2次安倍内閣では、内閣府特命担当大臣（行政刷新担当）が廃止され、稲田朋美に「行政改革を推進するため企画立案及び行政各部の所管する事務の調整」を担当させた。以降、歴代政権にて「行政改革を推進するため企画立案及び行政各部の所管する事務の調整」を担当する国務大臣が置かれた。第2次岸田第2次改造内閣では、「行政改革を推進するため企画立案及び行政各部の所管する事務の調整」の担当とは別に「デジタル行財政改革を推進するため企画立案及び行政各部の所管する事務の調整」を担当する国務大臣ポストが新設された。

## 歴代大臣
| 代 | 氏名                                                                | 氏名                                                                | 内閣                                                                | 内閣                                                                | 就任日                                                              | 退任日                                                              | 党派                                                                | 備考                                                                |
| 国務大臣（行政改革を推進するため 行政各部の所管する事務の調整担当） | 国務大臣（行政改革を推進するため 行政各部の所管する事務の調整担当） | 国務大臣（行政改革を推進するため 行政各部の所管する事務の調整担当） | 国務大臣（行政改革を推進するため 行政各部の所管する事務の調整担当） | 国務大臣（行政改革を推進するため 行政各部の所管する事務の調整担当） | 国務大臣（行政改革を推進するため 行政各部の所管する事務の調整担当） | 国務大臣（行政改革を推進するため 行政各部の所管する事務の調整担当） | 国務大臣（行政改革を推進するため 行政各部の所管する事務の調整担当） | 国務大臣（行政改革を推進するため 行政各部の所管する事務の調整担当） |
| --- | ------------------------------------------------------------------- | ------------------------------------------------------------------- | ------------------------------------------------------------------- | ------------------------------------------------------------------- | ------------------------------------------------------------------- | ------------------------------------------------------------------- | ------------------------------------------------------------------- | ------------------------------------------------------------------- |
| － |                                                                     | 橋本龍太郎                                                          | 第2次森内閣                                                         | 改造内閣 （中央省庁再編前）                                         | 2000年12月5日                                                       | 2001年4月26日                                                       | 自由民主党                                                          |                                                                     |
| － | 改造内閣 （中央省庁再編後）                                         | 橋本龍太郎                                                          | 第2次森内閣                                                         | 留任                                                                | 2000年12月5日                                                       | 2001年4月26日                                                       | 自由民主党                                                          |                                                                     |
| － |                                                                     | 石原伸晃                                                            | 第1次小泉内閣                                                       | 第1次小泉内閣                                                       | 2001年4月26日                                                       | 2003年9月22日                                                       | 自由民主党                                                          |                                                                     |
| － |                                                                     | 石原伸晃                                                            | 第1次改造内閣                                                       | 留任                                                                | 2001年4月26日                                                       | 2003年9月22日                                                       | 自由民主党                                                          |                                                                     |
| － |                                                                     | 金子一義                                                            |                                                                     | 第2次改造内閣                                                       | 2003年9月22日                                                       | 2003年11月19日                                                      | 自由民主党                                                          |                                                                     |
| － | 第2次小泉内閣                                                       | 第2次小泉内閣                                                       | 2003年11月19日                                                      | 2004年9月27日                                                       | 再任                                                                |                                                                     | 自由民主党                                                          |                                                                     |
| － |                                                                     | 村上誠一郎                                                          |                                                                     | 改造内閣                                                            | 2004年9月27日                                                       | 2005年9月21日                                                       | 自由民主党                                                          |                                                                     |
| － | 第3次小泉内閣                                                       | 第3次小泉内閣                                                       | 2005年9月21日                                                       | 2005年10月31日                                                      | 再任                                                                |                                                                     | 自由民主党                                                          |                                                                     |
| － |                                                                     | 中馬弘毅                                                            |                                                                     | 改造内閣                                                            | 2005年10月31日                                                      | 2006年9月26日                                                       | 自由民主党                                                          |                                                                     |
| 国務大臣（国及び地方の行政改革を推進するため企画立案 及び行政各部の所管する事務の調整担当）                                                                                 |                                                                     |                                                                     |                                                                     |                                                                     |                                                                     |                                                                     |                                                                     |                                                                     |
| － |                                                                     | 佐田玄一郎                                                          | 第1次安倍内閣                                                       | 第1次安倍内閣                                                       | 2006年9月26日                                                       | 2006年12月28日                                                      | 自由民主党                                                          |                                                                     |
| － |                                                                     | 渡辺喜美                                                            | 第1次安倍内閣                                                       | 第1次安倍内閣                                                       | 2006年12月28日                                                      | 2007年9月26日                                                       | 自由民主党                                                          |                                                                     |
| － |                                                                     | 渡辺喜美                                                            | 改造内閣                                                            | 留任                                                                | 2006年12月28日                                                      | 2007年9月26日                                                       | 自由民主党                                                          |                                                                     |
| 国務大臣（行政改革を推進するため企画立案 及び行政各部の所管する事務の調整担当）                                                                                             |                                                                     |                                                                     |                                                                     |                                                                     |                                                                     |                                                                     |                                                                     |                                                                     |
| － |                                                                     | 渡辺喜美                                                            | 福田康夫内閣                                                        | 福田康夫内閣                                                        | 2007年9月26日                                                       | 2008年8月2日                                                        | 自由民主党                                                          |                                                                     |
| － |                                                                     | 茂木敏充                                                            |                                                                     | 改造内閣                                                            | 2008年8月2日                                                        | 2008年9月24日                                                       | 自由民主党                                                          |                                                                     |
| － |                                                                     | 甘利明                                                              | 麻生内閣                                                            | 麻生内閣                                                            | 2008年9月24日                                                       | 2009年9月16日                                                       | 自由民主党                                                          |                                                                     |
| 内閣府特命担当大臣（行政刷新担当） |                                                                     |                                                                     |                                                                     |                                                                     |                                                                     |                                                                     |                                                                     |                                                                     |
| 1 |                                                                     | 仙谷由人                                                            | 鳩山由紀夫内閣                                                      | 鳩山由紀夫内閣                                                      | 2009年9月16日                                                       | 2010年2月10日                                                       | 民主党                                                              |                                                                     |
| 2 |                                                                     | 枝野幸男                                                            | 鳩山由紀夫内閣                                                      | 鳩山由紀夫内閣                                                      | 2010年2月10日                                                       | 2010年6月8日                                                        | 民主党                                                              |                                                                     |
| 3 |                                                                     | 村田蓮舫                                                            | 菅直人内閣                                                          | 菅直人内閣                                                          | 2010年6月8日                                                        | 2011年6月27日                                                       | 民主党                                                              |                                                                     |
| 3 |                                                                     | 村田蓮舫                                                            | 第1次改造内閣                                                       | 留任                                                                | 2010年6月8日                                                        | 2011年6月27日                                                       | 民主党                                                              |                                                                     |
| 3 | 第2次改造内閣                                                       | 村田蓮舫                                                            |                                                                     | 留任                                                                | 2010年6月8日                                                        | 2011年6月27日                                                       | 民主党                                                              |                                                                     |
| 4 |                                                                     | 枝野幸男                                                            | 2011年6月27日                                                       | 2011年9月2日                                                        |                                                                     |                                                                     | 民主党                                                              |                                                                     |
| 5 |                                                                     | 村田蓮舫                                                            | 野田内閣                                                            | 野田内閣                                                            | 2011年9月2日                                                        | 2012年1月13日                                                       | 民主党                                                              |                                                                     |
| 内閣府特命担当大臣（行政刷新担当）兼 国務大臣（行財政の抜本的見直しを推進するため企画立案 及び行政各部の所管する事務の調整担当）                                            |                                                                     |                                                                     |                                                                     |                                                                     |                                                                     |                                                                     |                                                                     |                                                                     |
| 6 |                                                                     | 岡田克也                                                            | 野田内閣                                                            | 第1次改造内閣                                                       | 2012年1月13日                                                       | 2012年6月4日                                                        | 民主党                                                              |                                                                     |
| 6 |                                                                     | 岡田克也                                                            | 第2次改造内閣                                                       | 2012年6月4日                                                        | 2012年10月1日                                                       | 留任                                                                | 民主党                                                              |                                                                     |
| 6 |                                                                     | 岡田克也                                                            | 第3次改造内閣                                                       | 2012年10月1日                                                       | 2012年12月26日                                                      | 留任                                                                | 民主党                                                              |                                                                     |
| 国務大臣（行政改革を推進するため企画立案 及び行政各部の所管する事務の調整担当）                                                                                             |                                                                     |                                                                     |                                                                     |                                                                     |                                                                     |                                                                     |                                                                     |                                                                     |
| － |                                                                     | 稲田朋美                                                            | 第2次安倍内閣                                                       | 第2次安倍内閣                                                       | 2012年12月26日                                                      | 2014年9月3日                                                        | 自由民主党                                                          |                                                                     |
| － |                                                                     | 有村治子                                                            |                                                                     | 改造内閣                                                            | 2014年9月3日                                                        | 2014年12月24日                                                      | 自由民主党                                                          |                                                                     |
| － | 第3次安倍内閣                                                       | 第3次安倍内閣                                                       | 2014年12月24日                                                      | 2015年10月7日                                                       | 再任                                                                |                                                                     | 自由民主党                                                          |                                                                     |
| － |                                                                     | 河野太郎                                                            |                                                                     | 第1次改造内閣                                                       | 2015年10月7日                                                       | 2016年8月3日                                                        | 自由民主党                                                          |                                                                     |
| － |                                                                     | 山本幸三                                                            |                                                                     | 第2次改造内閣                                                       | 2016年8月3日                                                        | 2017年8月3日                                                        | 自由民主党                                                          |                                                                     |
| － |                                                                     | 梶山弘志                                                            |                                                                     | 第3次改造内閣                                                       | 2017年8月3日                                                        | 2017年11月1日                                                       | 自由民主党                                                          |                                                                     |
| － | 第4次安倍内閣                                                       | 第4次安倍内閣                                                       | 2017年11月1日                                                       | 2018年10月3日                                                       | 再任                                                                |                                                                     | 自由民主党                                                          |                                                                     |
| － |                                                                     | 宮腰光寛                                                            |                                                                     | 第1次改造内閣                                                       | 2018年10月3日                                                       | 2019年9月11日                                                       | 自由民主党                                                          |                                                                     |
| － |                                                                     | 武田良太                                                            |                                                                     | 第2次改造内閣                                                       | 2019年9月11日                                                       | 2020年9月16日                                                       | 自由民主党                                                          |                                                                     |
| － |                                                                     | 河野太郎                                                            | 菅義偉内閣                                                          | 菅義偉内閣                                                          | 2020年9月16日                                                       | 2021年10月4日                                                       | 自由民主党                                                          |                                                                     |
| － |                                                                     | 牧島かれん                                                          | 第1次岸田内閣                                                       | 第1次岸田内閣                                                       | 2021年10月4日                                                       | 2021年11月10日                                                      | 自由民主党                                                          |                                                                     |
| － | 第2次岸田内閣                                                       | 第2次岸田内閣                                                       | 2021年11月10日                                                      | 2022年8月10日                                                       | 再任                                                                |                                                                     | 自由民主党                                                          |                                                                     |
| － |                                                                     | 岡田直樹                                                            |                                                                     | 第1次改造内閣                                                       | 2022年8月10日                                                       | 2023年9月13日                                                       | 自由民主党                                                          |                                                                     |
| 国務大臣（行政改革を推進するため企画立案 及び行政各部の所管する事務の調整担当）兼 国務大臣（デジタル行財政改革を推進するため企画立案 及び行政各部の所管する事務の調整担当） |                                                                     |                                                                     |                                                                     |                                                                     |                                                                     |                                                                     |                                                                     |                                                                     |
| ー |                                                                     | 河野太郎                                                            | 第2次岸田内閣                                                       | 第2次改造内閣                                                       | 2023年9月13日                                                       | 2024年10月1日                                                       | 自由民主党                                                          |                                                                     |
| 国務大臣（行政改革を推進するため企画立案 及び行政各部の所管する事務の調整担当）                                                                                             |                                                                     |                                                                     |                                                                     |                                                                     |                                                                     |                                                                     |                                                                     |                                                                     |
| ー |                                                                     | 平将明                                                              | 第1次石破内閣                                                       | 第1次石破内閣                                                       | 2024年10月1日                                                       | 2024年11月11日                                                      | 自由民主党                                                          |                                                                     |
| 国務大臣（行政改革を推進するため企画立案 及び行政各部の所管する事務の調整担当）兼 国務大臣（デジタル行財政改革を推進するため企画立案 及び行政各部の所管する事務の調整担当） |                                                                     |                                                                     |                                                                     |                                                                     |                                                                     |                                                                     |                                                                     |                                                                     |
| ー |                                                                     | 平将明                                                              | 第2次石破内閣                                                       | 第2次石破内閣                                                       | 2024年11月11日                                                      | 現職                                                                | 自由民主党                                                          | 再任                                                                |

- 内閣府特命担当大臣は複数名を任命することがあるため、通常は代数の表記は行わない。ただし、本表ではわかりやすさに配慮し、代数の欄を便宜上設けた。
- 辞令のある再任は就任日を記載し、辞令のない留任は就任日を記載しない。
- 党派の欄は、就任時、または、内閣発足時の所属政党を記載した。
- 2009年9月16日に内閣府特命担当大臣（行政刷新担当）が設置されるまでは、国務大臣に対する所管事項として「行政改革を推進するため行政各部の所管する事務の調整担当」「国及び地方の行政改革を推進するため企画立案及び行政各部の所管する事務の調整担当」「行政改革を推進するため企画立案及び行政各部の所管する事務の調整担当」の発令があった。また、2012年12月26日に内閣府特命担当大臣（行政刷新担当）が廃止された後も「行政改革を推進するため企画立案及び行政各部の所管する事務の調整担当」「デジタル行財政改革を推進するため企画立案及び行政各部の所管する事務の調整担当」の発令がある。あくまで国務大臣に対する所管事項であり、内閣府特命担当大臣（行政刷新担当）とは扱いが異なるが、所管業務が類似するため便宜上掲載した。